# Conservatore di dipinti
Un conservatore di dipinti è un individuo responsabile della protezione del patrimonio culturale sotto forma di opere d'arte dipinte. Questi individui sono spesso alle dipendenze di musei, centri di conservazione o altre istituzioni culturali. Supervisionano la cura fisica delle collezioni e hanno una formazione in chimica e nell'applicazione pratica delle tecniche per la riparazione e il restauro dei dipinti.

## Responsabilità e doveri

### Collaborazione

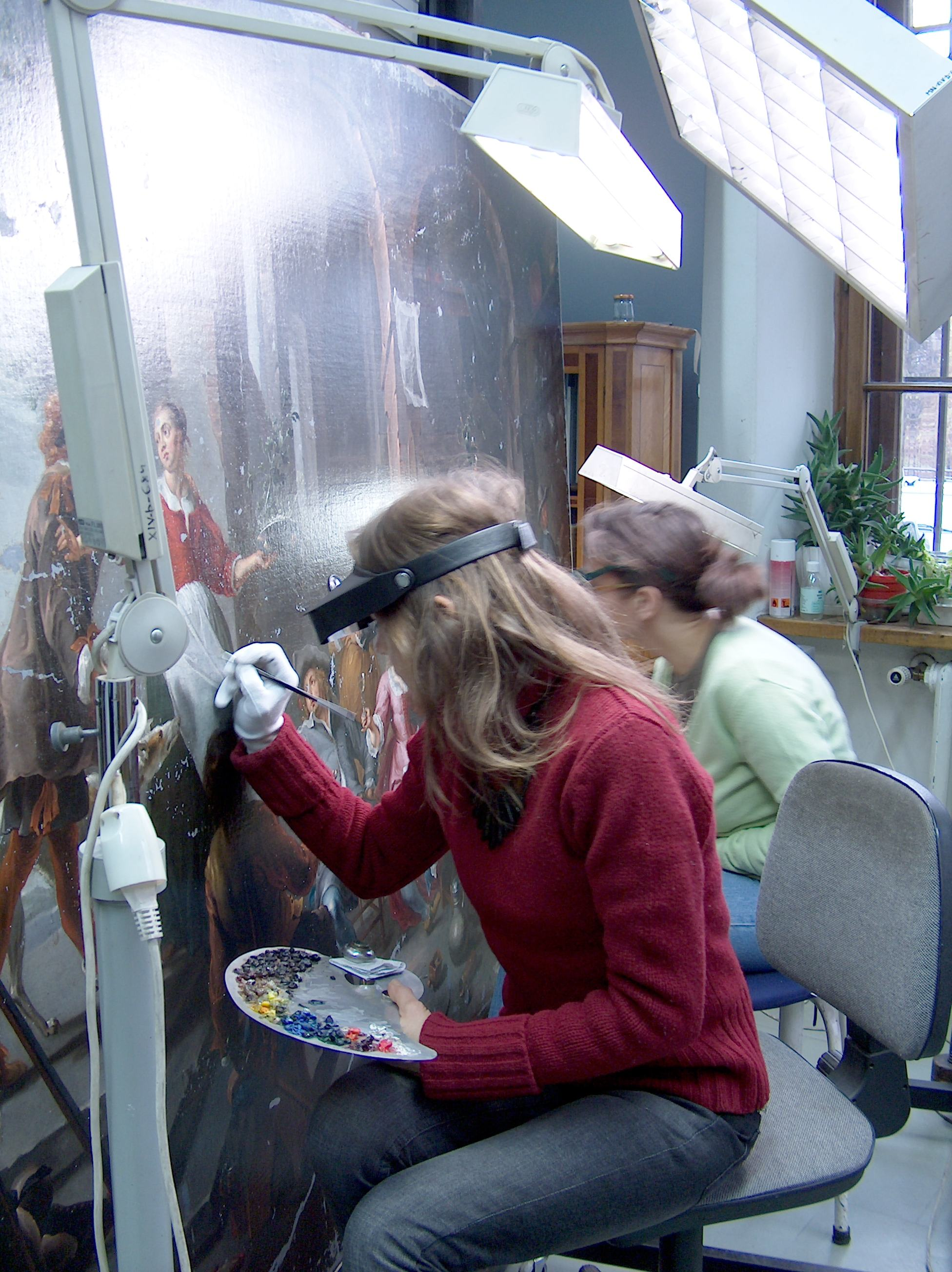
Conservatori di dipinti che trattano un'opera al Museo Nazionale di Varsavia.

Un conservatore di dipinti collabora con numerosi professionisti museali per garantire che le opere d'arte dipinte ricevano la migliore qualità di cura. Questa persona può essere chiamata in causa da un Registrar/Collection Manager (RCM) in caso di emergenza, come un danno accidentale. Un conservatore di dipinti può anche essere chiamato a consultarsi con l'RCM e un team di progettazione dell'esposizione per garantire che un'opera sia sufficientemente stabile per essere esposta e determinare quanta esposizione a fattori ambientali, come umidità o luce, può sopportare.

### Cure preventive
La cura preventiva è la riduzione del potenziale deterioramento e danno a un dipinto attraverso politiche e procedure precedentemente designate relative alla conservazione e alla movimentazione dell'oggetto.

#### Preparazione alle emergenze
La preparazione alle emergenze e un piano di emergenza sono elementi cruciali da predisporre per un museo. Informa i conservatori, gli RCM e tutto il personale del museo su come rispondere ai disastri che potrebbero colpire la loro istituzione, e quindi le sue collezioni. Questi piani possono essere estesi e dettagliare una serie di procedure per diversi imprevisti, come incendi, inondazioni e persino guerre. Le misure di protezione in un piano di emergenza dovrebbero includere la prevenzione attraverso la gestione del rischio, la formazione sulla preparazione e risposta e le modalità di recupero. Un'istituzione dovrebbe sapere quali membri del personale sono delegati a un progetto in una determinata circostanza ed essere in grado di dire loro come valuteranno e andranno avanti con l'aiuto di un piano di emergenza.

#### Gestione integrata dei parassiti (IPM)
La gestione integrata dei parassiti (Integrated pest management - IPM) è la strategia utilizzata da un museo per gestire parassiti come muffe, insetti o topi. Un programma IPM può affrontare le questioni strutturali e ambientali che contribuiscono al problema dei parassiti. Ciò potrebbe includere la prevenzione dell’ingresso iniziale di parassiti nella struttura attraverso la manutenzione dell’edificio, la moderazione del clima interno e l’istituzione di un sistema di monitoraggio degli insetti. Come un piano di emergenza, l'IPM può richiedere molto tempo e richiedere una serie di responsabilità a ciascun membro del personale. Tuttavia, se i parassiti diventano un problema per un singolo dipinto o per l’intero museo, sarà utile disporre di un sistema IPM. La prevenzione è un aspetto fondamentale della difesa integrata, poiché anche i pesticidi chimici e i fumiganti possono essere dannosi per le collezioni.

#### Deposito, movimentazione e viaggio in prestito
I prestiti intermuseali possono mettere a rischio i dipinti, semplicemente a causa del fatto che vengono spostati. La quantità di stress che un dipinto può sopportare è determinata da una serie di fattori preesistenti, come la tela e la tecnica pittorica. Prima del prestito, un conservatore di dipinti valuterà la struttura dell'opera per individuare i punti deboli e le potenziali aree a rischio. Questo aiuta a determinare se un pezzo è adatto per un prestito e come verrà imballato e trasportato. La preparazione per un dipinto in prestito generalmente comporta l'imbottitura della cornice dell'opera e la garanzia che sia montata correttamente, la determinazione se avrà bisogno di un pannello di supporto e di quali riparazioni la cornice potrebbe aver bisogno prima del trasporto. Il conservatore dei dipinti può anche essere chiamato a collaborare con altro personale del museo prestante per valutare l'ambiente dell'istituzione che prende in prestito l'opera. Lui o lei può anche prendere in considerazione il percorso di viaggio tra l'istituto mutuante e quello mutuatario. Il pianificatore dei trasporti deve considerare le condizioni ambientali sul percorso, la frequenza con cui sarà necessario gestire il lavoro e la sicurezza.

### Esame

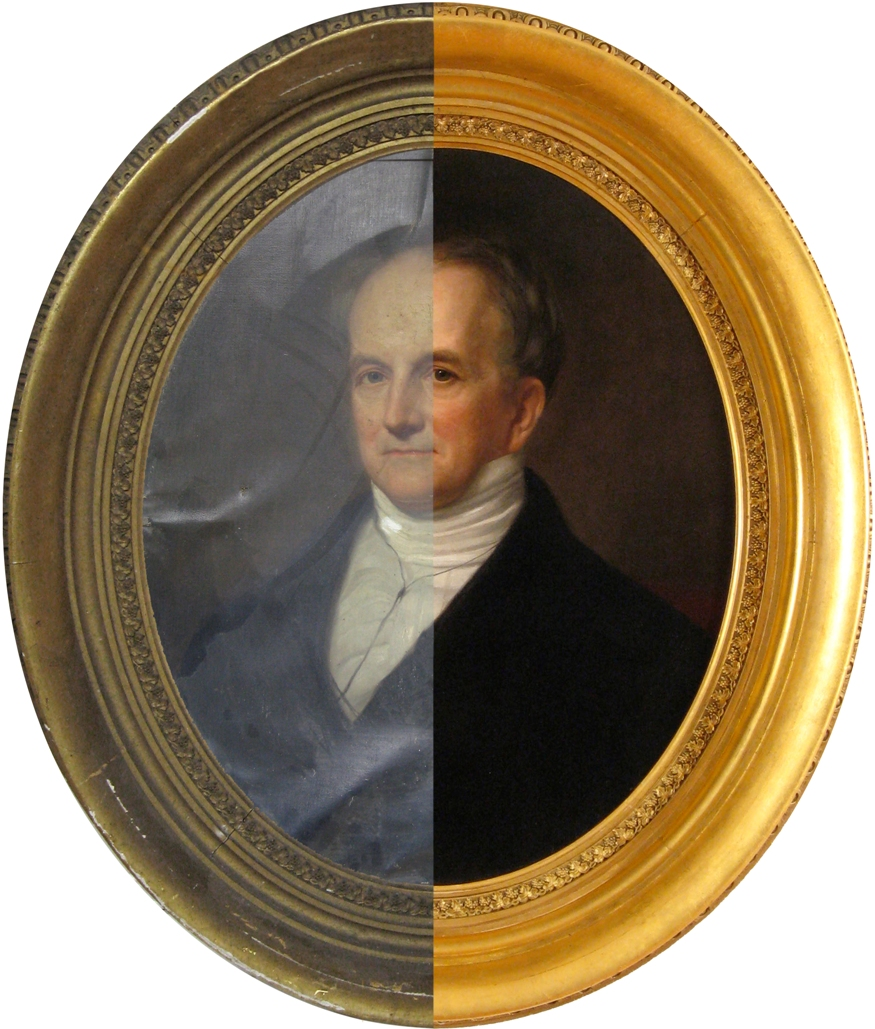
Restauro artistico di un dipinto e relativa cornice, prima e dopo, Oliver Brothers Art Restoration, Boston.

L'esame è una serie di processi scientifici attraverso i quali un conservatore di dipinti raccoglie informazioni riguardanti i materiali utilizzati, la tecnica del pittore e ciò che ha contribuito allo stato attuale del dipinto. L'esame è un processo che si è evoluto con il campo della conservazione. Il prelievo di campioni di materiali in un dipinto è diminuito a favore di tecniche di analisi meno invasive. L’esame è diventato una parte cruciale del mondo del museo, della conservazione e della storia dell’arte, poiché aiuta a collocare i dipinti in un contesto culturale e storico.

### Restauro
Il naturale processo di invecchiamento di un dipinto, così come i fattori ambientali, possono richiedere l'intervento di un conservatore del dipinto per restaurare l'opera. I motivi del restauro possono includere danni causati dall'acqua, strappi, sfaldamenti e tela indebolita. L'obiettivo principale di un restauratore di dipinti che esegue un restauro è garantire che l'opera sia stabile. Da lì, possono integrare riparazioni che preservino l'intento originale dell'artista.

## Strumentazione e usi

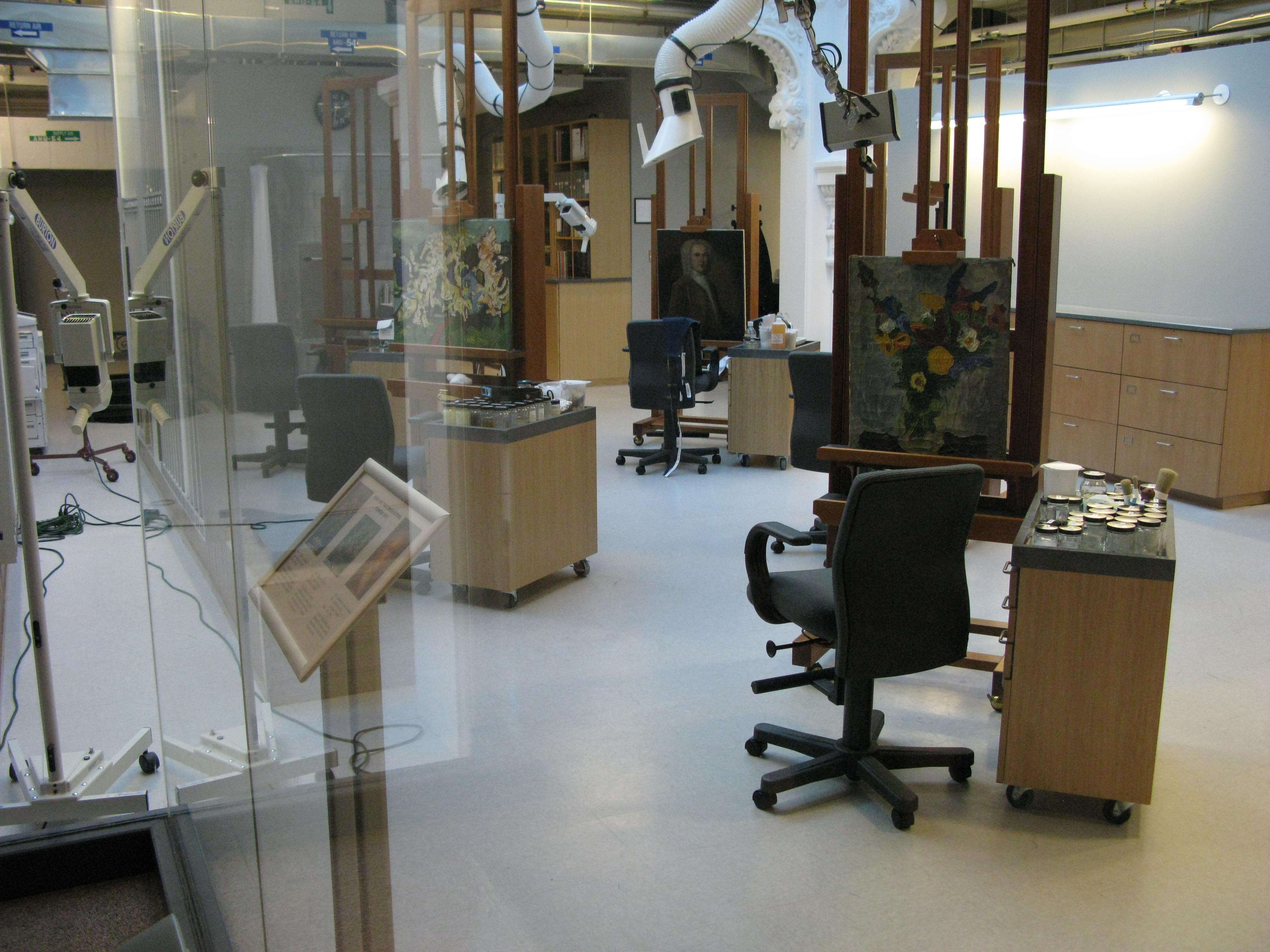
Il laboratorio di conservazione dei dipinti presso il Lunder Conservation Center (Smithsonian American Art Museum), la prima struttura (inaugurata nel 2000) che consente al pubblico una visione permanente dietro le quinte dei lavori di conservazione.

### Metodi di imaging
Luce ultravioletta
Gli esami con luce ultravioletta vengono utilizzati per rivelare le vernici e la loro età, nonché i trattamenti precedenti su un dipinto. Le vernici diventano fluorescenti alla luce UV e le macchie scure rivelano aree di ritocco. La luminosità del bagliore del dipinto aiuta anche a rivelare il tipo di vernice utilizzata.
Luce radente
La luce radente è una luce ad angolo obliquo in grado di registrare i problemi di condizione di un dipinto, mostrando l'entità del danno a una particolare opera. La luce radente aiuta anche a identificare la topografia delle pennellate nei dipinti, rivelando a volte l'intento originale di fondo di un artista.
Luce infrarossa
L'uso dell'illuminazione a infrarossi può rivelare i metodi di lavoro di un artista, come gli schizzi iniziali e le linee prospettiche disegnate su una tela. Questo metodo è efficace su opere che hanno un fondo chiaro contrastante.
Radiografia ai raggi X
Le radiografie di un dipinto consentono ai restauratori di vedere sotto la superficie dell'opera. L'uso di questo metodo aiuta anche a distinguere tra materiali che sembrano simili alla luce visibile, ma hanno un diverso assorbimento dei raggi X. Ad esempio, il Victoria and Albert Museum ha utilizzato la radiografia su un dipinto di Jean-François Millet intitolato "I segatori di legno". L'immagine sottostante mostrava una donna che rappresentava la Repubblica Francese, una candidatura a un concorso che Millet avrebbe perso. Senza i mezzi per pagare una nuova tela, Millet dipinse sull'immagine esistente.

### Laser
L'uso del laser consente controllo e precisione nella rimozione di strati invecchiati o deteriorati su opere dipinte, nonché nell'identificazione di materiali e strati all'interno di un dipinto. Nel 2012, gli scienziati della Duke University hanno sviluppato un laser per la diagnosi del melanoma. Attraverso il lavoro con la National Gallery e il North Carolina Museum of Art, gli scienziati hanno stabilito che questo laser può essere utilizzato anche per identificare le firme chimiche dei pigmenti e delle strutture tridimensionali negli strati di opere d'arte. Un altro chimico della Duke University ha anche inventato un laser utile per la verniciatura dei conservatori che rimuove gli strati di vecchia vernice.

### Vernici
Le vernici vengono applicate ai dipinti per migliorare l'aspetto dell'immagine, oltre che per proteggerla nel tempo. Una volta asciutte, le vernici sono generalmente trasparenti e possono variare in lucentezza e durata al variare della composizione. Le vernici possono essere organiche o sintetiche. Poiché le vernici naturali tendono a scurirsi o scolorire nel tempo, spesso è necessaria l'attenzione di un restauratore di dipinti per rimuoverle, sostituirle o ripristinarle. È ancora una volta importante ricordare l'intento originale dell'artista quando sceglie una nuova vernice. Le vernici spesso offrono l'effetto desiderato e una varietà sintetica potrebbe non offrire ciò che offriva una resina originariamente naturale.

## Istruzione e formazione

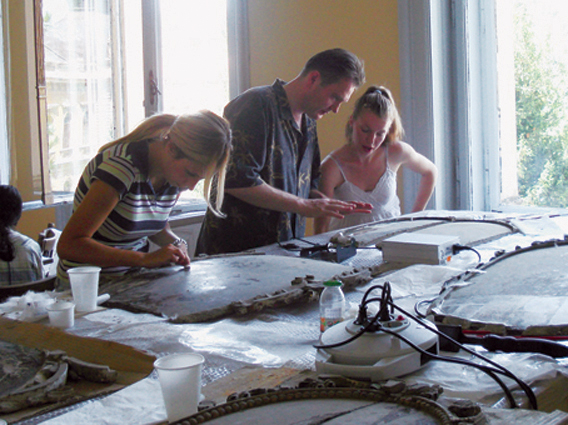
Conservatori di dipinti al lavoro.

Un conservatore di dipinti probabilmente avrà acquisito un master o un titolo superiore. Esistono diversi programmi di laurea negli Stati Uniti e nel mondo per la formazione sulla conservazione e il restauro delle opere d'arte. L'istruzione e la formazione di un conservatore varieranno a seconda dell'istituzione in cui lavora, ma i conservatori di dipinti avranno conoscenze di chimica e scienze fisiche relative al deterioramento e alla protezione del patrimonio culturale nelle opere dipinte. La parte pratica della formazione può essere applicata sotto forma di stage o borse di studio, a seconda del livello di istruzione ricevuto da un individuo.

## Controversie
La conservazione e la pratica del restauro sono esse stesse controverse, poiché comportano modifiche permanenti apportate al lavoro di un artista. Questo è il motivo per cui è importante che un restauratore di dipinti esamini attentamente un'opera prima di apportare modifiche restaurative. In tal modo, spesso possono identificare le vernici e gli strati originali che hanno contribuito all'intento dell'artista per l'aspetto dell'opera. Tuttavia, anche un attento esame e un accurato restauro non proteggono un conservatore di dipinti o un'opera dall'essere al centro di controversie.

### Restauro della Cappella Sistina
Il restauro della Cappella Sistina in Vaticano è stato in corso durante l'ultima parte del XX secolo. Gran parte delle critiche e delle controversie che circondano il restauro riguardano il fatto che i precedenti tentativi di restaurare gli affreschi hanno fatto più danni che benefici. I critici del restauro moderno hanno suggerito un approccio più conservativo per prevenire un ulteriore deterioramento, piuttosto che contribuire ai suoi problemi attraverso misure di restauro.

### L'Ultima Cena
Il restauro dell'Ultima Cena di Leonardo da Vinci è terminato nel 1999 dopo due decenni di lavoro. Molti credono che il lavoro svolto sia stato goffo, con alcune caratteristiche irriconoscibili mentre altre sono scomparse del tutto.

### Santuario de la Misericordia Affresco
Nel 2012, Cecilia Giménez, una donna anziana senza formazione in conservazione, ha tentato di restaurare un affresco dell’Ecce Homo in una chiesa spagnola. L'affresco si era sfaldato a causa dell'umidità sulle pareti e questo, secondo quanto riferito, avrebbe turbato la donna. Il suo lavoro di restauro risultante ha lasciato il ritratto con quello che molti hanno descritto come un aspetto scimmiesco, con occhi da cartone animato e una bocca sporca. Il tentativo di restauro è venuto alla luce dopo che un familiare dell'artista originale ha proposto un fondo per i lavori di conservazione.